# Burgo de San Cernin
El Burgo de San Cernin (San Zerningo Burgua en euskera) es uno de los tres barrios que integran el Casco Histórico de Pamplona. Se originó a comienzos del siglo XII, por artesanos y mercaderes francos, que se asentaron en un llano situado al oeste de la Navarrería, la población que se situaba junto a la catedral de Pamplona. En 1129 recibieron del rey Alfonso I el fuero de Jaca. Los enfrentamientos entre este Burgo, el de la Navarrería y la denominada Población de San Nicolás, fueron frecuentes, hasta la unificación en una sola ciudad, Pamplona, por el Privilegio de la Unión, otorgado por el rey Carlos III en 1423.

## Historia
El burgo de San Cernin nace como resultado de un movimiento repoblador de Pamplona  que pasa a ocupar una zona llana situada al oeste de la Navarrería, la población que se apiñaba a los pies de la catedral de Pamplona y separada de este por un par de barrancos que vierten su agua al río Arga. Posiblemente en el inicio de este nuevo asentamiento tuvo influjo la actitud del obispo de Pamplona, Pedro de Roda, pues hay constancia documental de que alentó la repoblación en los alrededores de la ciudad. Es posible que a él se deba la dedicación a San Cernin de Tolouse de la iglesia construida en el nuevo burgo, pues es conocida su devoción a este santo francés.
La población del burgo de San Cernin la componían artesanos y mercaderes francos, en su mayoría procedentes de la ciudad de Cahors; la vitalidad del burgo queda reflejada en que ya en 1129 obtienen del Alfonso I, rey de Aragón y Pamplona, el fuero de Jaca. Esta circunstancia reforzó el carácter cerrado de la población, no permitiendo que se asentaran en el burgo villanos, nobles o clérigos. No obstante, ya en el siglo XIII, ante la falta de mano de obra para labrar la tierra, hizo que procurasen traer labradores que se asentaron en una zona situada al noroeste del burgo, constituyendo la que se conocería como Pobla Nova del Mercat. Posiblemente, la construcción de la iglesia gótica de San Lorenzo, en el extremo oeste del burgo, se corresponde con la atención de estos nuevos pobladores.
Al sur del burgo se estableció la llamada Población de San Nicolás. Aunque no se conoce la fecha precisa, sucedió con seguridad antes de 1177, según consta en el asignación de rentas al cabildo por parte del obispo. Desde ese momento, la historia de San Cernin queda ligada a la de la de San Nicolás, y por supuesto a la de la Navarrería, pues los conflictos entre los tres burgos fueron frecuentes durante toda la Edad Media, habitualmente por dos cuestiones disputadas: la tierra de nadie entre la Navarrería y el Burgo, donada a la ciudad por Sancho el Sabio en 1189; y la disposición de Alfonso I que prohibía la construcción de fortaleza contra el Burgo, aunque es posible que esa disposición fuese una interpolación en el documento original. De hecho, los tres burgos contaban con su muralla, sobre la que los vecinos apoyaban su autonomía.

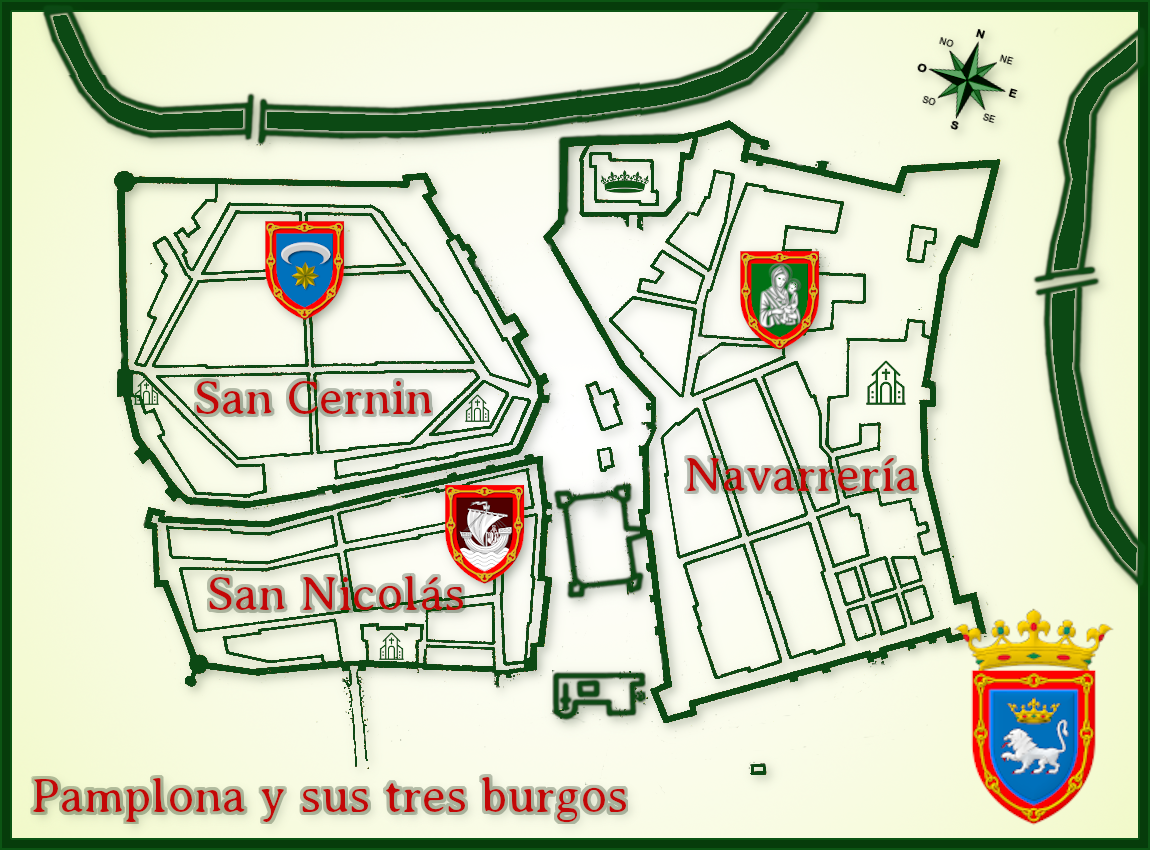
Los tres burgos unidos por el Privilegio de la Unión

Estos enfrentamientos pasaban con frecuencia de las palabras a los actos violentos, con incendios y muertes. En 1213, Sancho el Fuerte, junto con el obispo Asparago, quiso poner fin a estos excesos, formulando unas capitulaciones con consecuencia penales; sin embargo, las discordias continuaron y los intentos de conciliación fueron repetidos en 1222 por Sancho el Fuerte y el obispo Remiro, pero con una suerte similar.
La consecuencia más grave del enfrentamiento entre los burgos se produjo en 1276, dando lugar a la conocida como guerra de la Navarrería, aunque en esta ocasión el detonante lo proporcionaba la rebeldía de la Navarrería, alentada por el obispo y algunos nobles, contra la reina Juana con la que se instauraba a la dinastía capeta en el trono de Navarra. El Burgo de San Cernin y la Población de San Nicolás se unieron contra ellos, y apoyados por un ejército francés llamado por el gobernador, tomaron la Navarrería y la arrasaron; que permaneció despoblada hasta 1324, cuando Carlos el Calvo permitió su repoblación.

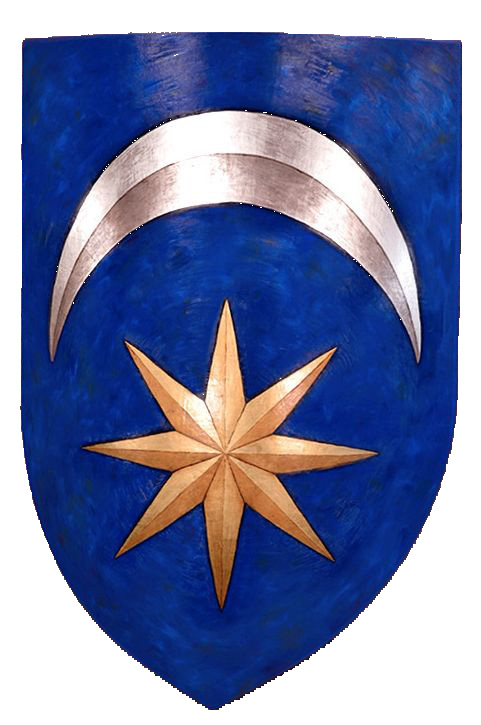
Escudo del burgo, con la estrella y media luna que aparece en el sello oficial

Aunque tras la destrucción de la Navarrería se produjo una unión de San Cernin y San Nicolás, las diputas se mantuvieron y hubo que esperar hasta 1423 para conseguir una pacificación definitiva de los burgos, gracias a la labor de acercamiento realizada por Carlos el Noble y reflejada en el Privilegio de la Unión, por la que se constituía un único Ayuntamiento, suprimiendo los anteriores fueros y disponiento que se construiría, como sede del gobierno de la ciudad, una "casa de la jurería" en los terrenos vacantes entre el Burgo y la Navarrería; se acordaba derribar las murallas de los distintos burgos y se le concedía un único blasón.
De la importancia  del burgo de San Cernin en el conjunto de Pamplona da testimonio el libro de fuegos de 1366, que contabiliza 452 fuegos en el burgo de San Cernin, 350 en la Población de San Nicolás y 166 en la Navarrería, lo que muestra la mayor importancia del burgo respecto a los otros dos asentamientos pamploneses. El gobierno del burgo estuvo en las manos de un grupo de notables, que establecieron una corporación formada por doce jurados que desempeñaban el cargo durante un año y elegían a los que le sustituirían; contaban con un alcalde que administraba justicia y un amirant que la ejecutaba, al mismo tiempo que representante oficial del Obispo, sede la ciudad. Ya en el último cuarto del siglo XII funcionaba una administración escrita, habitualmente en lengua occitana.

## Urbanismo
El Burgo de San Cernin queda situado en la parte noroeste del Casco Histórico, delimitado actualmente al norte por el paseo de ronda que se asoma al curso del río Arga, al sur por la calle Nueva, al este por la cuesta de Santo Domingo, y al oeste por la calle Taconera, que lo separa del parque homónimo. En su origen era algo más reducido, sobre todo en su límite sur.
En contraste con la trama urbana, en retícula, de la Navarrería y la Población de San Nicolás, el Burgo de San Cernin se trazó con una planta hexagonal alargada en dirección este oeste siguiendo el primitivo Camino de Santiago sobre el que se situó la calle Mayor, también llamada de los Cambios. Las calles que se sitúan al norte y al sur de la calle Mayor dotan al hexágono de una forma de huso: al norte la calle Pellejería del Burgo (actualmente Jarauta completada con San Lorenzo), salía al comienzo de la calle Mayor, frente a la Iglesia de San Cernin, y tras seguir una forma poligonal volvía a la calle Mayor hacia el final. Una segunda calle, Carnicerías del Burgo (hoy Descalzos), seguían un trazado poligonal similar al de Pellejería, apoyándose en los puntos en que esta cambiaba de dirección. Similar en su forma es la calle Tecenderías (hoy formada por la calle San Francisco y Ansoleaga y Campana) al sur de la calle Mayor, iniciada pasada la iglesia de San Cernin, para terminar frente a la salida a Mayor de Pellejería. Perpendicular a la calle Mayor, y prácticamente en la mitad de su recorrido, una belena (coincidente con la calle denominada ahora Eslava) recorría todo el burgo, y en su momento se continuó con otra calle similar en la Población de San Nicolás.
Todo este conjunto quedaba defendido por una muralla apoyada al norte en el escarpe que le separa de la Rochapea, y defendida al sur por un amplio foso que lo separaba de la Población de San Nicolás, y sobre la que tras la unificación que produjo el Privilegio de la Unión se construyó la calle Nueva. La muralla disponía de una serie de portales: los principales, al este Portalapea o del Chapitel hacia la Navarrería, y al oeste el de San Lorenzo. Hay constancia de otros portales secundarios, dos de ellos en los extremos de la belena, y otro llamado de Santa Engracia, que comunicaba con la Pobla Nova del Mercat.
La pobla de Mercat se mantuvo hasta el siglo XVII, en que la mayor parte de sus terrenos fueron utilizados por el Convento de los Carmelitas, quedando libre el espacio ocupado actualmente por la Plaza de Virgen de la O, con su principal acceso por la calle Santoandia, desde Jarauta, en el lugar que estuvo el portal de la Encarnación. En el extremo nordeste del Burgo existió un barrio junto a una torre llamada Rocha, que dio nombre a una zona de las murallas y al barrio; en el siglo XVI en esa zona se construyó el Hospital General de Nuestra Señora de la Misericordia.
Hasta bien avanzado el siglo XVI, la tierra de nadie situada entre el Burgo y la Población quedó sin utilizar, en ese siglo junto al Burgo se construyen las Audiencias Reales, en el lugar que ahora ocupa el edificio de la Agrícola, y el Convento de los Franciscanos que se trasladan desde el que ocupan extramuros en la zona de la Taconera; pero fue en 1585 cuando se rellenan los fosos que aún se mantenían y se construye la calle Nueva, que recibió el nombre de Nueva de Almazán, en honor del virrey que decidió esa actuación. Tras la desamortización de 1836, el solar ocupado por el convento de San Francisco se abre una amplia plaza y se construye unas escuelas municipales.
Entre las actuaciones concretas realizadas, o autorizadas, por el Ayuntamiento durante el siglo XIX merece señalar la ampliación -acordad en 1879- de la antigua belena en el burgo de San Cernin, que se transforma en una calle Eslava con el ancho habitual en las demás calles del barrio. Las condiciones que debían cumplir las construcciones quedaron reguladas, ciertamente de un modo básico, por las Ordenanzas de 1772 y 1786, que sustituyen a las de 1570.
Pero el primer instrumento que establece una completa ordenación fue el Plan Especial de Protección y Reforma Interior (PEPRI)  del Burgo de San Cernin, aprobado por el Ayuntamiento de Pamplona en 1996. El Plan establecía el tipo de intervenciones que podían hacerse en cada edificio, preveía varias actuaciones de remodelación de las parcelas existentes e incluía un Catálogo que asignaba distintos grados de protección a los edificios de interés. Entre las remodelaciones previstas, la más ambiciosa era la situada en la manzana delimitada por las calles Mayor, Eslava y Jarauta; la actuación que -conocida como manzana piloto- se prolongó durante décadas, entre otros motivos porque exigía el derribo de una extensa edificación e indemnizar a la carpintería que la ocupaba; finalmente la operación se acometió en 2007 y se liberó el espacio ocupado por la llamada Plaza de Santa Ana y Rincón de las Pellejerías. Aún en 2021 está pendiente la urbanización definitiva de todo ese espacio, que se prevé unir mediante un paso peatonal con la calle Mayor. En 2008 se inauguró un par de ascensores que unen el barrio de Rochapea con el Casco Histórico, con salida en la calle Descalzos.

## Patrimonio arquitectónico
Tanto el Catálogo del PEPRI del Burgo de San Cernin como el Catálogo Monumental de Navarra incluyen una interesante identificación y descripción del patrimonio arquitectónico del Burgo, en el que destaca:
- Iglesia de San Cernin. Se asienta sobre una antigua iglesia románica, de la que quedan algunos restos, construida entre 1180 y 1200; sufrió graves daños con motivo de la guerra entre los burgos de 1276 y fue reconstruida en estilo gótico, concluyéndose las obras en 1297. Desde finales del siglo XIV hasta 1758 disponía de un claustro con acceso desde el exterior. En ese año, ante el peligro de ruina se derribó y en su lugar se construyó la capilla de la Virgen del Camino. Destacan en el conjunto dos torres levantadas sobre capillas laterales y construidas con una finalidad defensiva que se manifiesta aún, a pesar de las modificaciones que han sufrido.
- Iglesia de San Lorenzo y capilla de San Fermín. La primitiva iglesia de San Lorenzo, de la que no quedan apenas huellas, se construyó alrededor de 1230. En la guerra de la Navarrería quedó muy dañada, reedificándose entre 1310 y 1346, con una sola nave y capillas laterales en los contrafuertes. En 181o se hundió esta iglesia, reconstruyéndose en estilo neoclásico, pero seriamente dañada en el bombardeo y asedio de 1841, se tiró en su conjunto en 1901, construyéndose con una fachada pseudo-neorromántica según proyecto de Florencio Ansoleaga. La iglesia medieval disponía de un claustro hacia el rincón de la Aduana, en el lugar que se construyó la Capilla de San Fermín, iniciada en 1696, pero tras distintos avatares no se concluyó hasta 1800, con posteriores modificaciones de la decoración.

*Cámara de Comptos, calle Ansoleaga, conserva restos de una construcción gótico-medieval, adquirida por Carlos I para archivo de la Cámara de Comptos. Se trata de un edificio relativamente pequeño, con planta en forma de U alrededor de un patio interior. Tras la supresión de la Cámara de Comptos en 1836, pasó a propiedad de la Diputación de Navarra, recibiendo distintos usos; tras la reinstauración de la Cámara de Comptos por el Amejoramiento del Fuero ha recuperado su primitivo uso como sede de esta institución. 
- Convento de Agustinas Recoletas, en la plaza homónima, fue construido en 1624 según las trazas de Juan Gómez de Mora. Presenta una sencilla y amplia fachada a la plaza, que hasta su cesión al Ayuntamiento era propiedad del Convento, aunque con la condición de no ser construida. La iglesia conventual tiene una fachada con tres ejes, con otros arcos en la planta baja que comunican con un soportal. Sobre el arco central hay una hornacina con una imagen de la Inmaculada, y en un tercer nivel los escudos de los fundadores se sitúan al lado de una ventana central.
- Convento de Carmelitas Descalzos. Su construcción -concluida en 1640- exigió el derribo de una buena parte de la llamada Pobla Nova del Mercat, ocupando un amplio solar entre la calle Descalzos (antigua Carnicerías del Burgo) y la calle Santo Andía y plaza de Nuestra Señora de la O. La fachada de la iglesia de piedra en un sobrio estilo barroco se sitúa en un ángulo de la calle Descalzos, con un cuerpo central rematado en frontón triangular y dos laterales; mediante una doble escalera con barandilla se accede a la iglesia, con una sola nave y capillas laterales.
- Antiguo Hospital General de Nuestra Señora de la Misericordia, actual Museo de Navarra.
- Palacio de Ezpeleta, construido a comienzos del siglo XVIII, ocupa una amplia parcela con la trasera en la calle San Francisco, donde dispone de un amplio patio al que asoma una galería con una doble arcada. La fachada sobre el n. 65 de la calle Mayor presenta una portada barroca.
- Palacio del Condestable, construido en el siglo XVI por encargo de Luis de Beamont, conde de Lerín y Condestable de Navarra. Situado en la esquina de la calle Mayor con Jarauta. La construcción, muy descuidada durante tiempo, ha sido rehabilitada por el Ayuntamiento con Centro Cultural dentro de la red CIvibox.
- Palacio de Redín Cruzat. El palacio, situado sobre una pequeña construcción gótica de la que quedan algunos restos, fue reedificado a principios del siglo XVII. En la fachada entre los balcones principales luce un gran escudo de la familia. Cuando Don Martín Redín y Cruzat fue nombrado Gran Maestre de la Orden de San Juan, bajo ese escudo se colocó una inscripción en latín que declara la pertenencia de la casa a sus antepasados.
- Escuelas Municipales de San Francisco, en la plaza homónima. Construidas entre 1902 y 1905, según proyecto de 1895 del arquitecto municipal Julián de Artega, se edificaron en el lugar que había ocupado el antiguo convento de los Franciscanos.
- Edificio de la Agrícola, en la plaza de San Francisco, construido a comienzos del siglo XX como sede de una empresa de seguros sobre los solares resultantes del derribo de varias construcciones, según proyecto de Francisco Urcola. Ocupa todo un lado de la plaza, enfrente de la Escuelas Municipales y se extiende en las calles laterales. Ecléctico en su estilo, con una composición neoclásica, con adornos barrocos y modernistas.

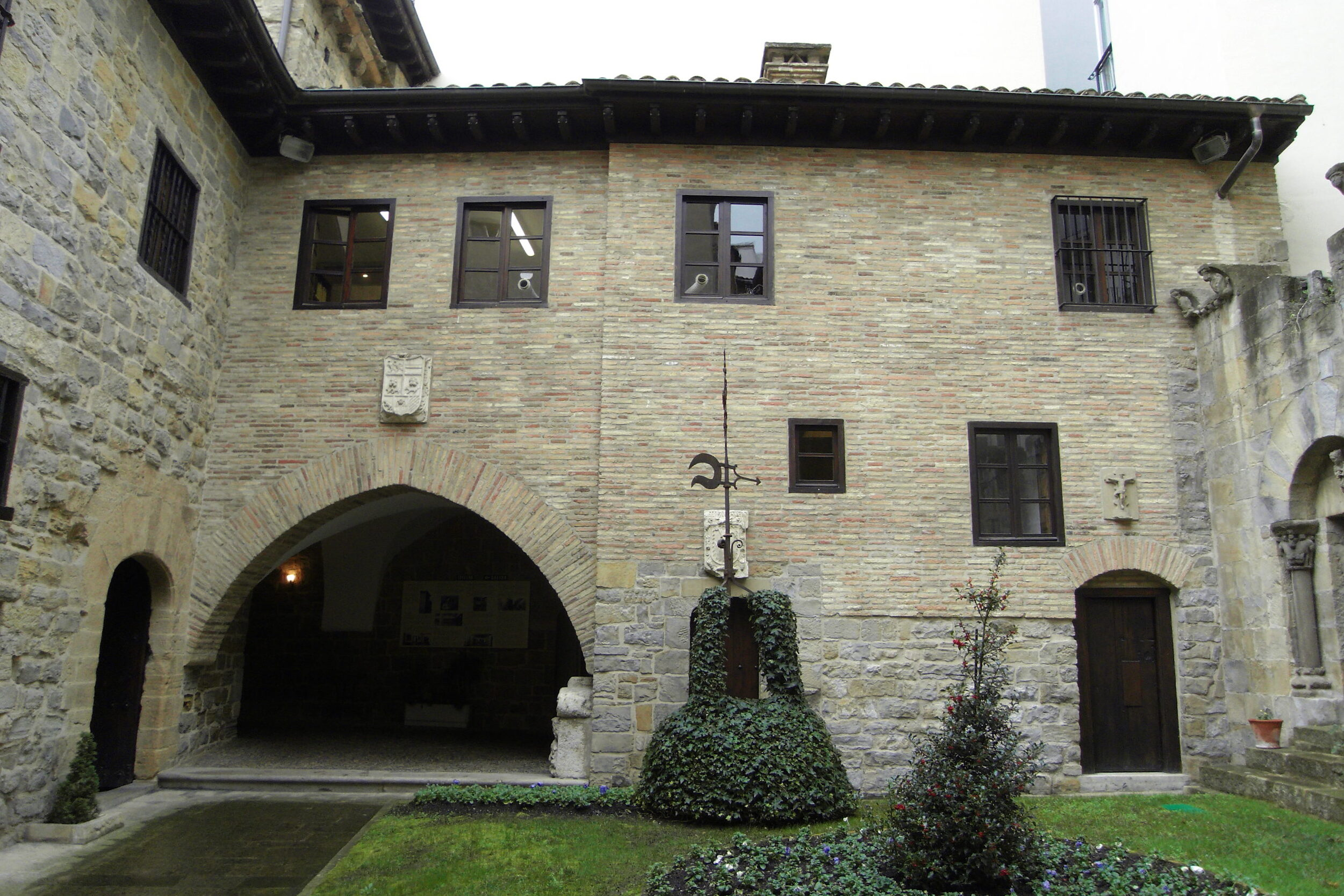
Patio de la Cámara de Comptos
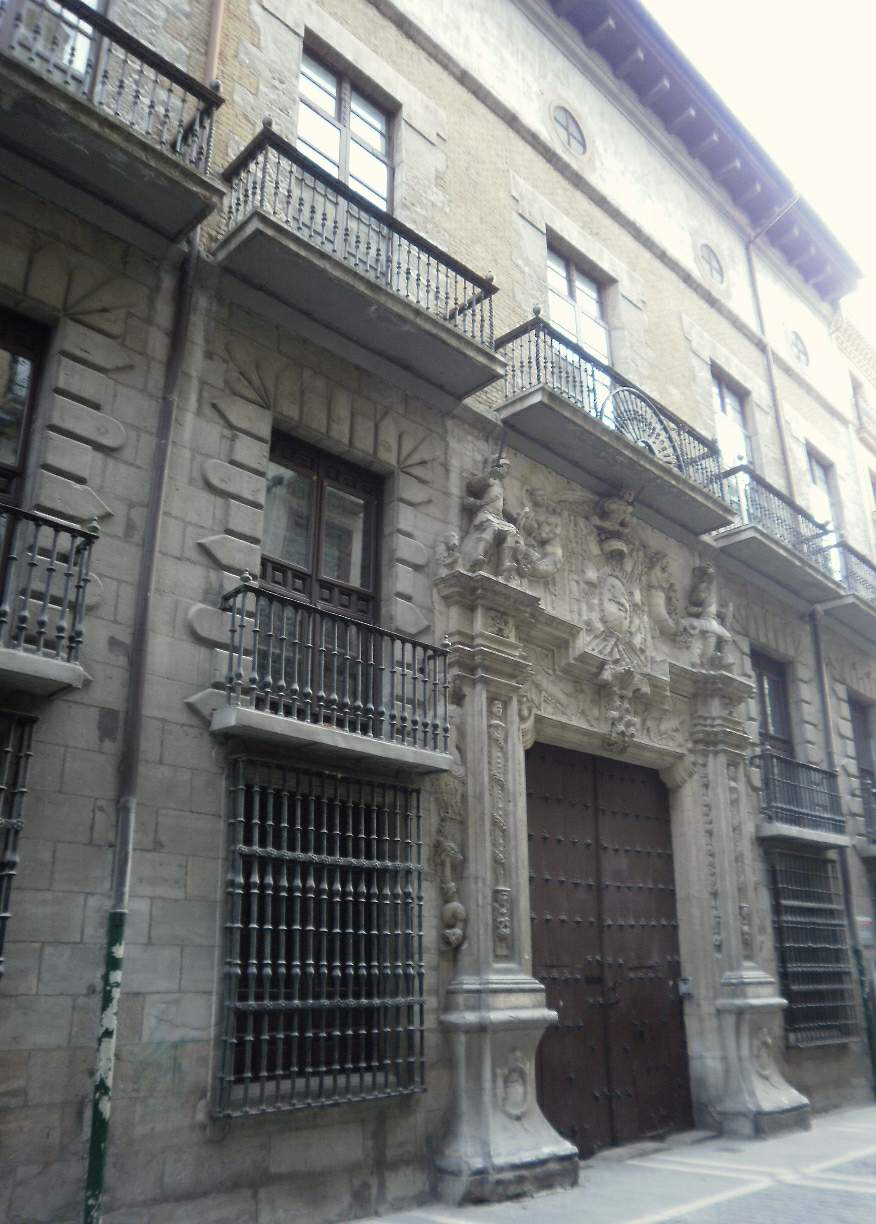
Fachada en la calle Mayor del Palacio de Ezpeleta
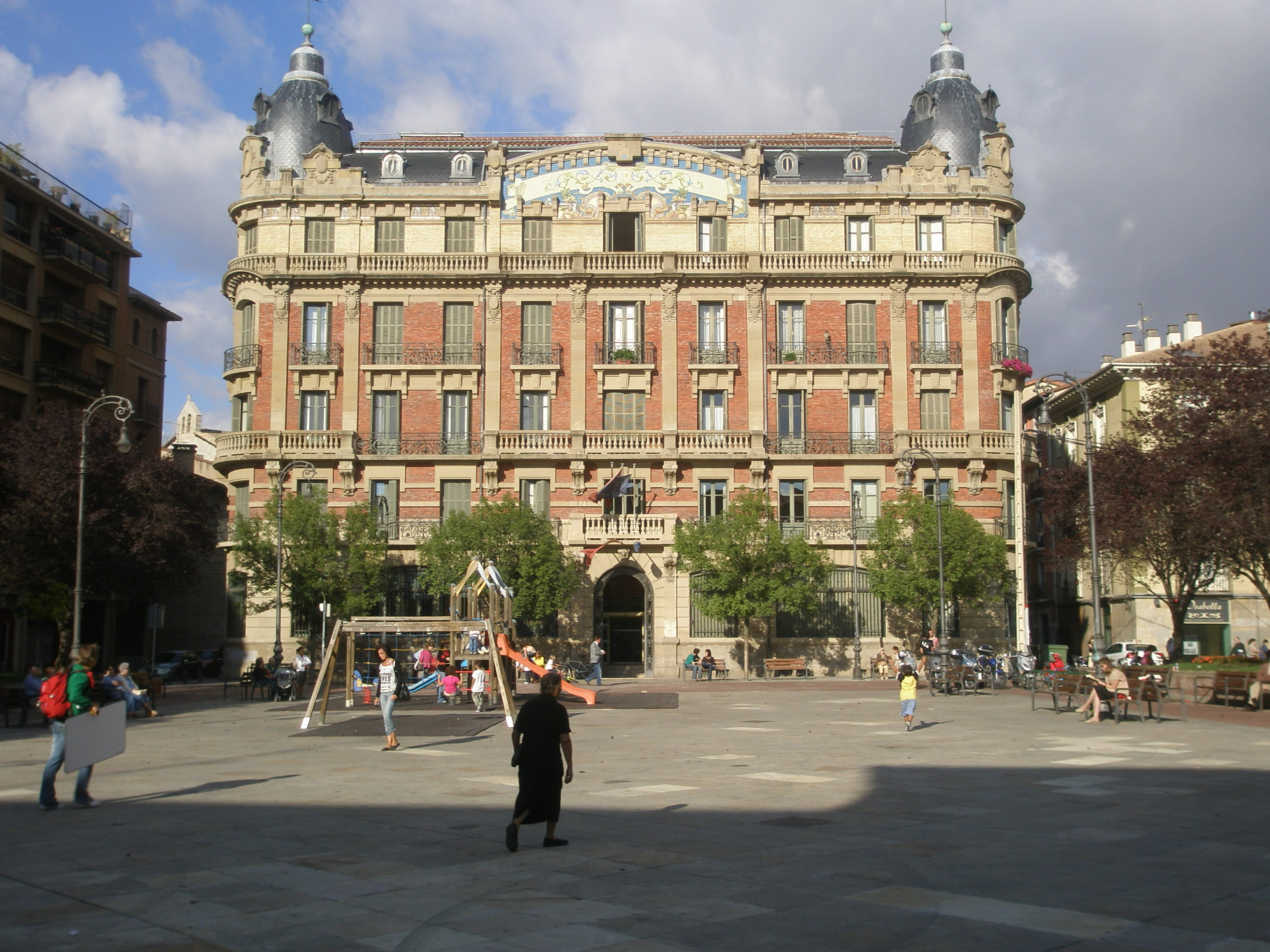
Fachada del Edificio Agrícola en la plaza de San Francisco
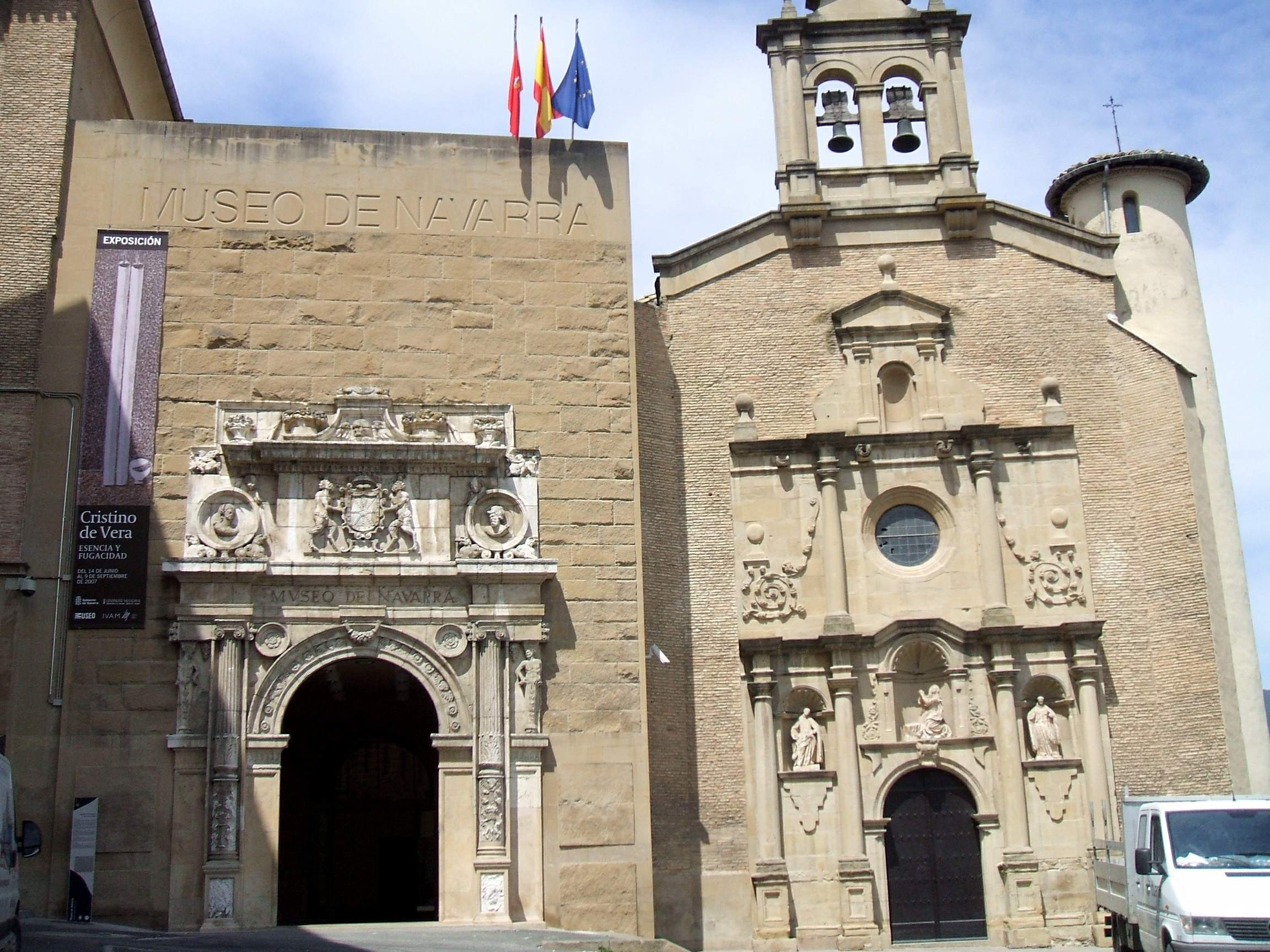
Antiguo Hospital General

Las murallas que rodeaban el Burgo se mantuvieron tras el Privilegio de la Unión, pero perdiendo su función como defensa de cada burgo; paulatinamente fueron derribándose o quedaron englobadas en el caserío. En cualquier caso, la que separaba el Burgo del río Arga, quedó englobada en la fortificación general de la ciudad. El portal que más perduró fue el de La Rochapea situado al comienzo de la Cuesta de Santo Domingo y por el que se bajaba desde el Casco al Barrio de la Rochapea; fue derribada en 1914. Un testimonio urbano se conserva del principal portal del Burgo, Portalapea, que daba acceso a la calle Mayor, y se mantuvo hasta su derribo en 1815. Junto a la antigua muralla quedó una belana y en ella la llamada torre de Johan Caritat. En 2010 se realizaron excavaciones en la zona y se dejaron a la vista seis arcos ojivales situados por debajo del nivel de la calle; junto a la cancela que da paso a la belena de Portalapea se ha situado una imagen de la Virgen, una talla de madera del siglo XVI que probablemente estuvo colocada en la puerta de la muralla hasta su derribo.
En las calles y plazas del Burgo se hallan varios elementos urbanos de interés:
- Fuente de Recoletas, en la plaza homónima, proyectada por Luis Paret y Alcázar en 1788, para la plaza consistorial pero, finalmente, se instaló en el ángulo sudeste de la plaza de Recoletas, rodeada de jardines junto al Portal de San Lorenzo; cuando desapareció este portal en 1884, se trasladó al centro de la plaza.
- Fuente de Descalzos, situado en esa calle al fondo de la calle Eslava, cierra el paso a la antigua belena que se conserva entre la calle Descalzos y el paseo de ronda. Realizada por José María Villanueva en 1856, estuvo situada frente a la iglesia de los Dominicos, en la bajada de Santo Domingo; en 1877 fue trasladada al lugar que hora ocupa.
- Escultura de San Francisco, del escultor Argaya,[30] en la plaza de San Francisco, donde estuvo el Convento de los Franciscanos.

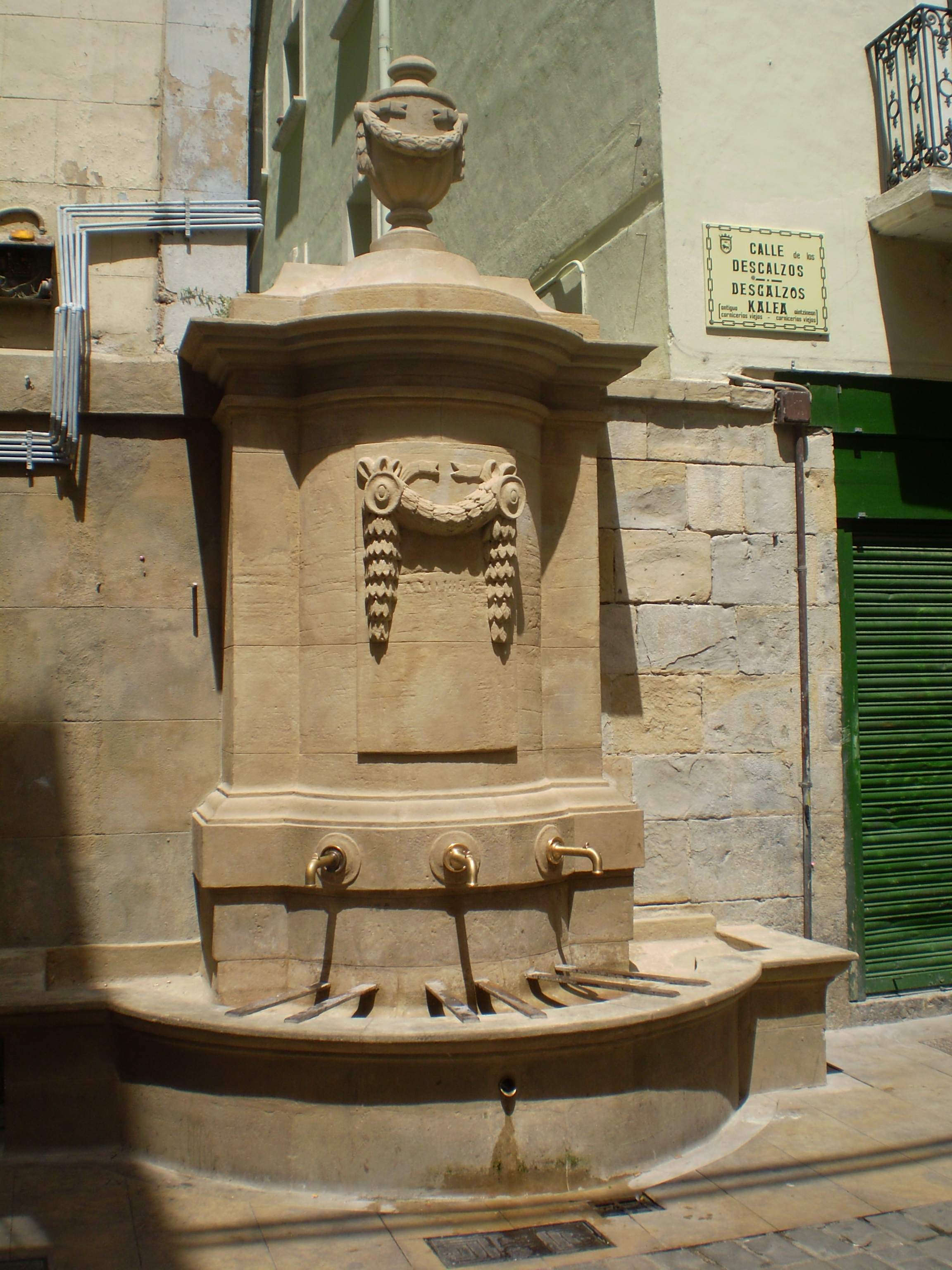
Fuente de la Calle Descalzos
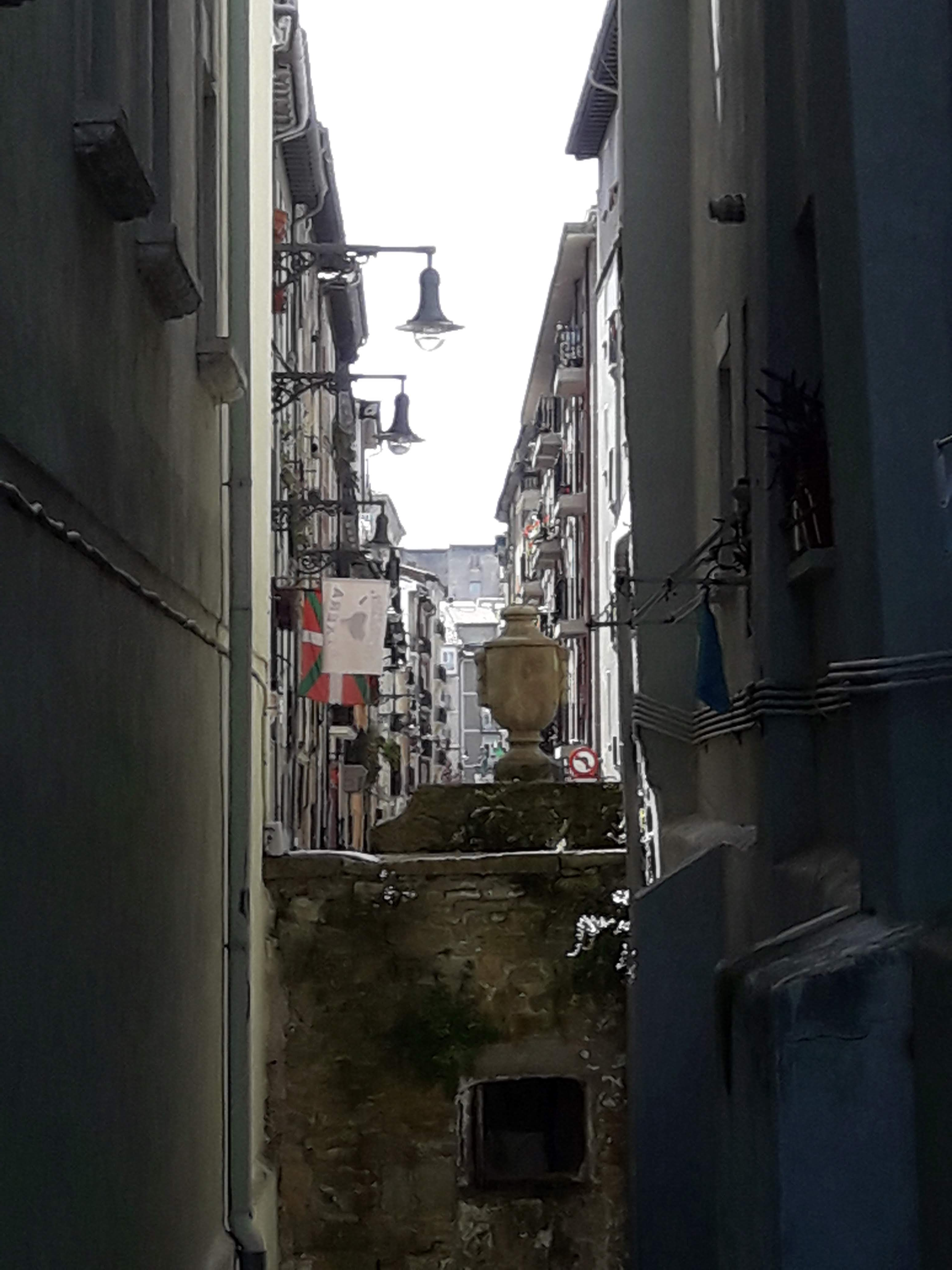
La fuente cierra la belena entre c/Descalzos y la Ronda de la muralla
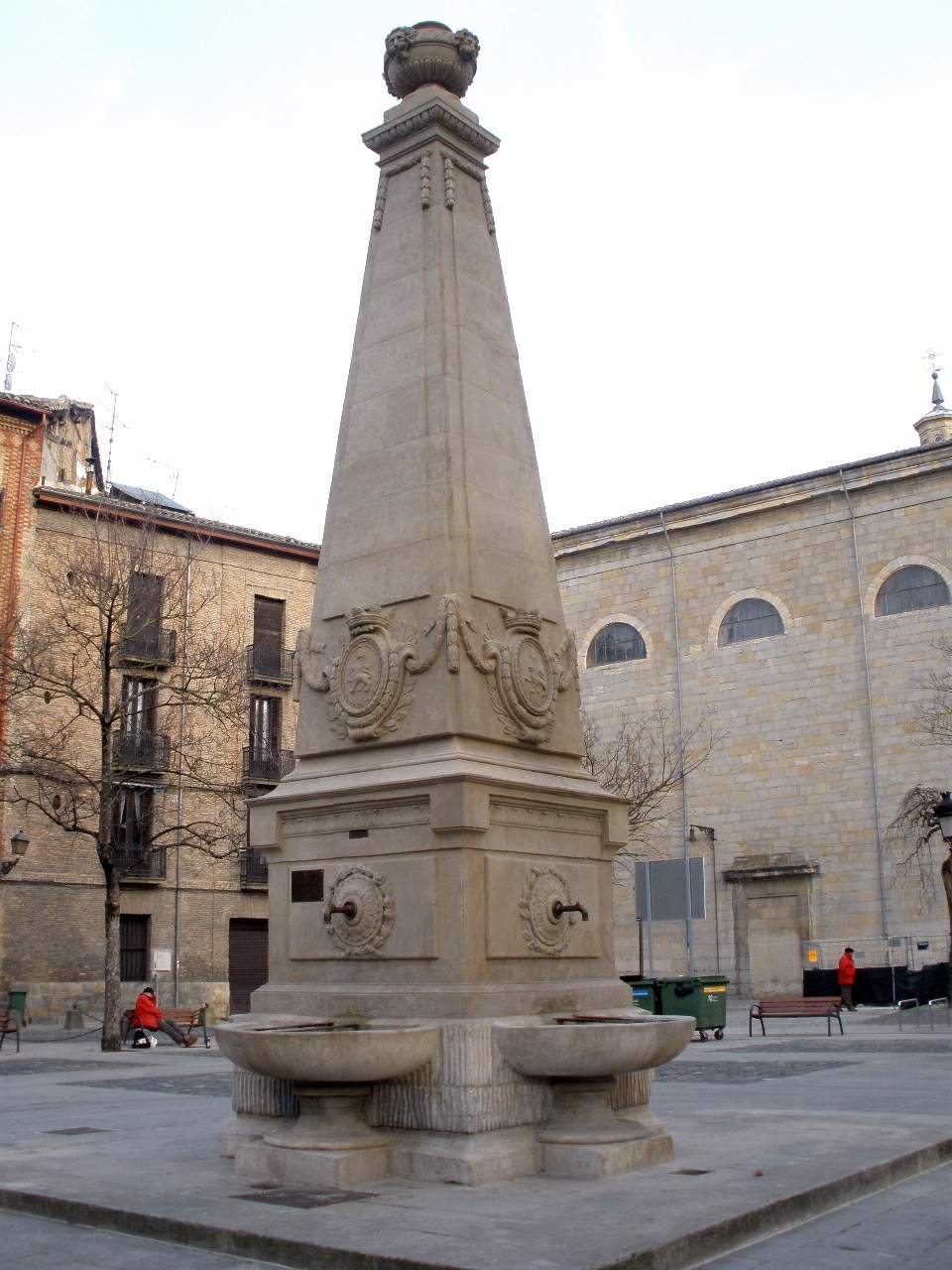
Fuente de Recoletas
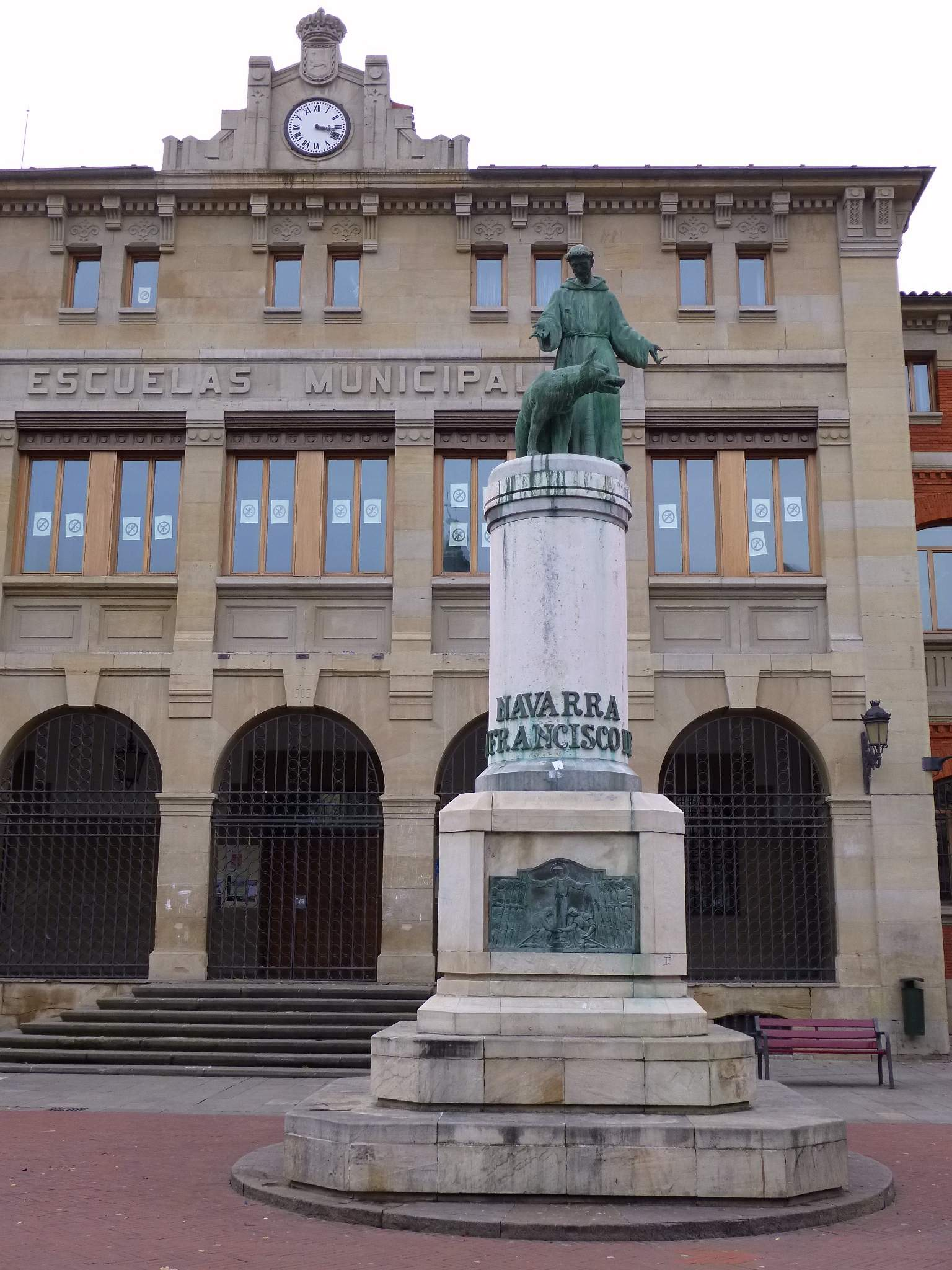
Escultura de San Francisco, al fondo las Escuelas Municipales
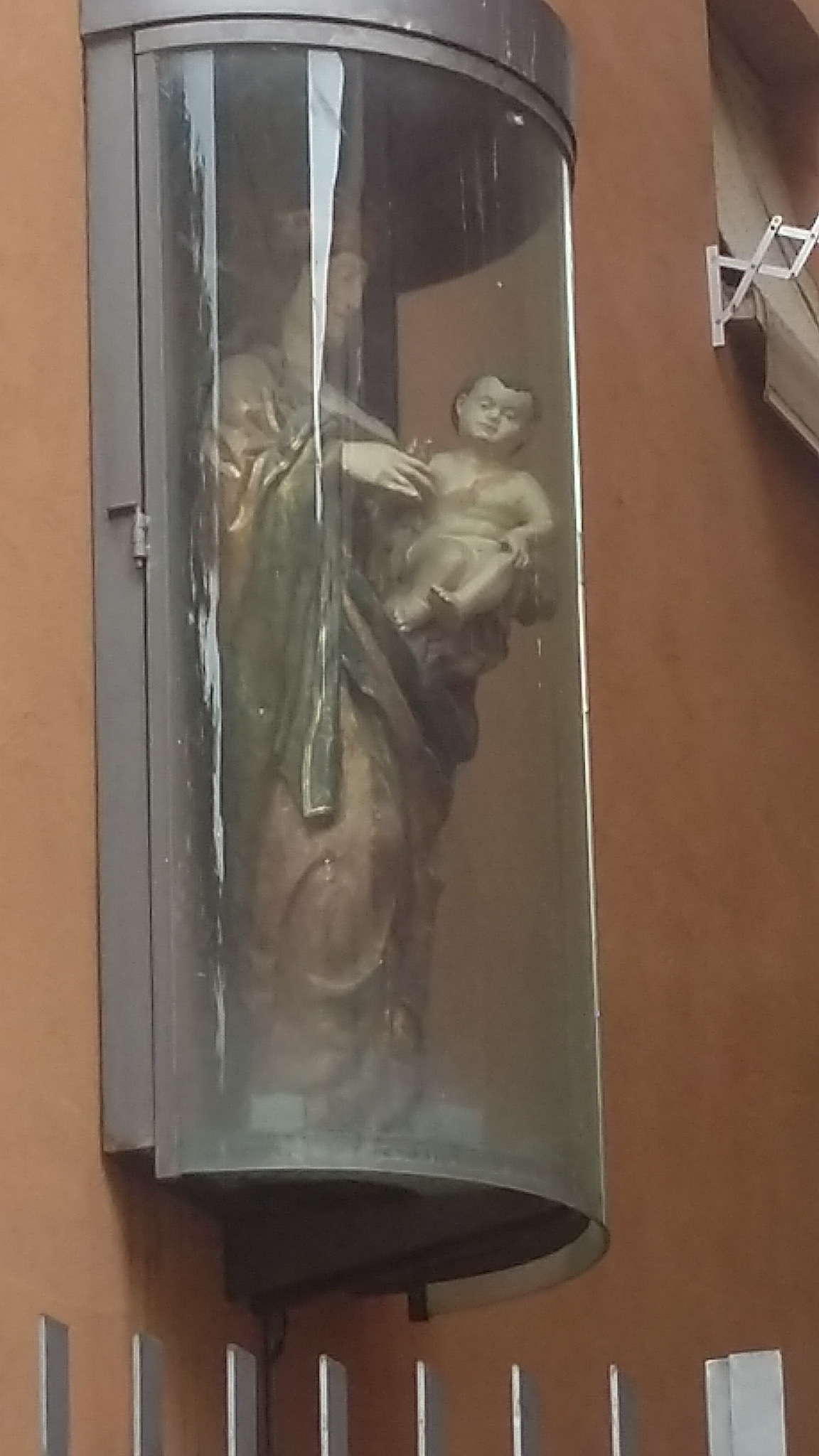
Imagen de la Virgen al comienzo de la belana de Portalapea